# Everytime We Touch (песня Давида Гетта)
«Everytime We Touch» — песня французского диджея Давида Гетты, была записана совместно с Крисом Уиллисом, Стивом Анжелло и Себастьяном Ингроссо. Она была выпущена в качестве шестого сингла для третьего студийного альбома Гетта Pop Life 16 января 2009. Давид Гетта назвал эту песню одной из самых любимых. 23 февраля 2009 года песню стали проигрывать на радиостанциях Австралии.

## Оценка критиков
...Хотя все треки выше среднего (больше, чем просто «хорошо»), один выделяется на фоне остальных. «Everytime We Touch» может звучать как еще одна попсовая песня, но это не так. Это песня в стиле электро, которая, постепенно разворачиваясь, переходит в мощный, бушующий саунд, доставляющий удовольствие. Крис Уиллис исполняет вокальные партии в этой песне вместе с Стивом Анжелло и Себастьяном Ингроссо. И если песню создаёт Давид то, она становится добросовестным хитом. Это действительно захватывающее музыкальное произведение, и я нахожу себя, когда прогуливаюсь и думаю об этой песне в какой-то момент, в течение дня. Фантастическая работа, Давид! 
 —— Бен Норман из «About.com» в своей рецензии на песню «Everytime We Touch».

## Музыкальное видео
Видео было снято режиссёром Денисом Зибаудом. На YouTube, на официальном канале Давида Гетта есть две версии видео. Одно из них это оригинальное, другое показывает про монтаж и создание песни. В оригинальной версии, в самом начале видео появляются поклонники Давида Гетта. Они рассказывают про его творчество, про то, что оно для них значит. Далее, в видео показывается про людей, которые готовятся к концерту Давида. Одни фотографируются, весело проводят время с друзьями на пляже, другие покупают майки «David Guetta» и «Pop Life». Но видео также показывает и другую сторону: подготовку Давида Гетты к концерту. Он прилетает на самолёте, позже, периодически проверяет почту, разговаривает по телефону, сидя в красной машине. В результате, Давид Гетта и его поклонники появляются в клубе. После сыгранной песни клип заканчивается.

## Список композиций
- Европейская версия CD

1. «Everytime We Touch» (David Tort Remix) — 8:34
2. «Everytime We Touch» (Impetto Remix) — 7:51
3. «Everytime We Touch» (Robbie Riviera Remix) — 9:04
4. «Everytime We Touch» (Extended Mix) — 7:58
5. «Everytime We Touch» (Radio Edit) — 3:15

## Чарты
| Чарт (2009)            | Высшая позиция |
| ---------------------- | -------------- |
| UK Singles Chart       | 68             |
| France Top 50          | 6              |
| Dutch Singles Chart    | 21             |
| Swiss Singles Charts   | 43             |
| Belgium Singles Charts | 44             |
| Austria Singles Charts | 47             |
| Germany Singles Charts | 56             |